# Sənan Süleymanov
Sənan Əmrah oğlu Süleymanov (Kizylkilisa, 15 dicembre 1996) è un lottatore azero, specializzato nella lotta greco-romana. È stato due volte vice-campione iridato.

## Biografia

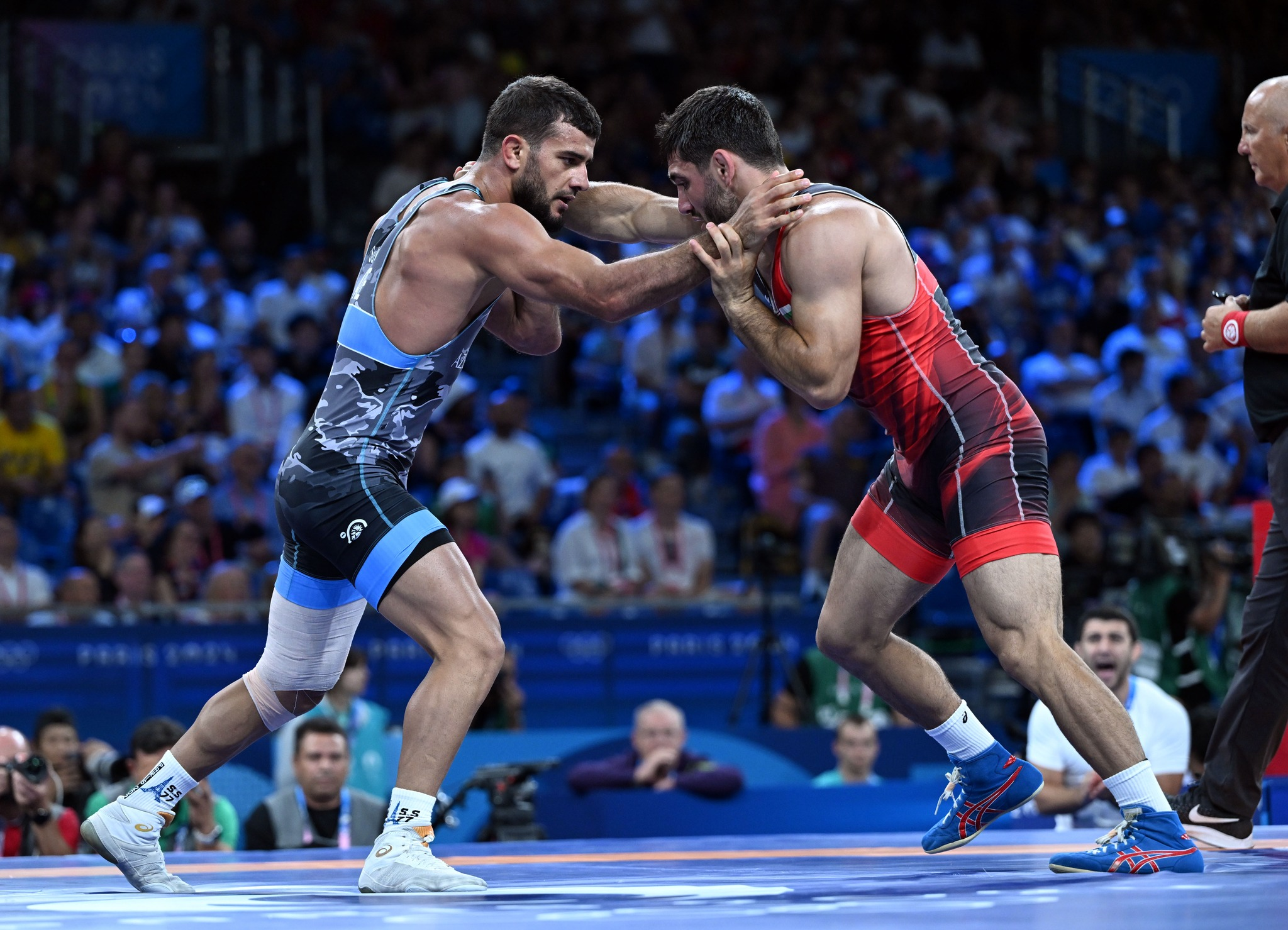
Sənan Süleymanov e Aik Mnatsakanian a.

Ha vinto la medaglia d'oro nei 77 kg ai campionati europei di Roma 2020, sconfiggendo in finale l'ungherese Zoltán Lévai II, mentre a quelli di Varsavia 2021 ha ottenuto il bronzo.
Si è laureato vicempione iridato ai mondiali di Oslo 2021, dove ha perso la finale contro il rappresentante della Federazione russa di lotta Roman Vlasov.
Agli europei di Budapest 2022 è stato eliminato dal tabellone principale dall'armeno Malkhas Amoyan ai quarti, dopo aver sconfitto il rumeno Ilie Cojocari agli ottavi. Ai ripescaggi ha battuto il lituano Mantas Sinkevičius in semifinale e lo svedese Albin Olofsson nell'incontro per il terzo posto. Ai mondiali di Belgrado 2022 è stato eliminato dal tedesco Idris Ibaev agli ottavi.
Agli europei di Zagabria 2023 è stato sconfitto agli ottavi dall'ungherese Zoltán Lévai. Ai mondiali di Belgrado 2023 ha battuto nell'ordine il finlandese Jonni Sarkkinen ai trentaduesimi, lo statunitense Kamal Bey ai sedicesimi, il rumeno Alexandrin Guțu agli ottavi, il kazako Demeu Zhadrayev ai quarti e l'armeno Malkhas Amoyan in semifinale; è poi rimasto sconfitto nell'incontro valido per il titolo iridato dal kirghiso Akzhol Makhmudov.
Agli europei di Bucarest 2024 è stato eliminato ai quarti dal serbo Antonio Kamenjašević, dopo aver sconfitto il tedesco Idris Ibaev agli ottavi. Ha rappresentato l'Azerbaigian ai Giochi olimpici estivi di Parigi 2024 in cui ha sconfitto il bulgaro Aik Mnatsakaian agli ottavi, l'ungherese Zoltán Lévai II ai quarti ed è stato estromesso dal tabellone principale del torneo dei 77 kg dal kazako Demeu Zhadrayev. Ai ripescaggi ha perso la finale per il bronzo contro il kirghiso Akzhol Makhmudov.

## Palmarès
| Anno | Manifestazione                    | Sede        | Evento | Risultato | Note |
| ---- | --------------------------------- | ----------- | ------ | --------- | ---- |
| 2012 | Europei cadetti                   | Katowice    | 42 kg  | Bronzo    |      |
| 2012 | Mondiali cadetti                  | Baku        | 42 kg  | Bronzo    |      |
| 2016 | Europei junior                    | Bucarest    | 66 kg  | Bronzo    |      |
| 2017 | Europei U23                       | Szombathely | 66 kg  | 7º        |      |
| 2017 | Europei                           | Novi Sad    | 66 kg  | 11º       |      |
| 2019 | Mondiali                          | Nur-Sultan  | 72 kg  | 8º        |      |
| 2019 | Mondiali U23                      | Budapest    | 72 kg  | Argento   |      |
| 2020 | Europei                           | Roma        | 77 kg  | Oro       |      |
| 2021 | Europei                           | Varsavia    | 77 kg  | Bronzo    |      |
| 2021 | Mondiali                          | Oslo        | 77 kg  | Argento   |      |
| 2022 | Europei                           | Budapest    | 77 kg  | Bronzo    |      |
| 2022 | Giochi della solidarietà islamica | Konya       | 77 kg  | Argento   |      |
| 2022 | Mondiali                          | Belgrado    | 77 kg  | 19º       |      |
| 2023 | Europei                           | Zagabria    | 77 kg  | 20º       |      |
| 2023 | Mondiali                          | Belgrado    | 77 kg  | Argento   |      |
| 2024 | Europei                           | Bucarest    | 77 kg  | 10º       |      |
| 2024 | Giochi olimpici                   | Parigi      | 77 kg  | 5º        |      |

## Altre competizioni internazionali
2020
- 20º nei 77 kg nella Coppa del mondo individuale ( Belgrado)